# Comostola hypotyphla
Comostola hypotyphla là một loài bướm đêm trong họ Geometridae.